# Trichonotus marleyi
Trichonotus marleyi är en fiskart som först beskrevs av Smith, 1936.  Trichonotus marleyi ingår i släktet Trichonotus och familjen Trichonotidae. Inga underarter finns listade i Catalogue of Life.